# Karl Reckling

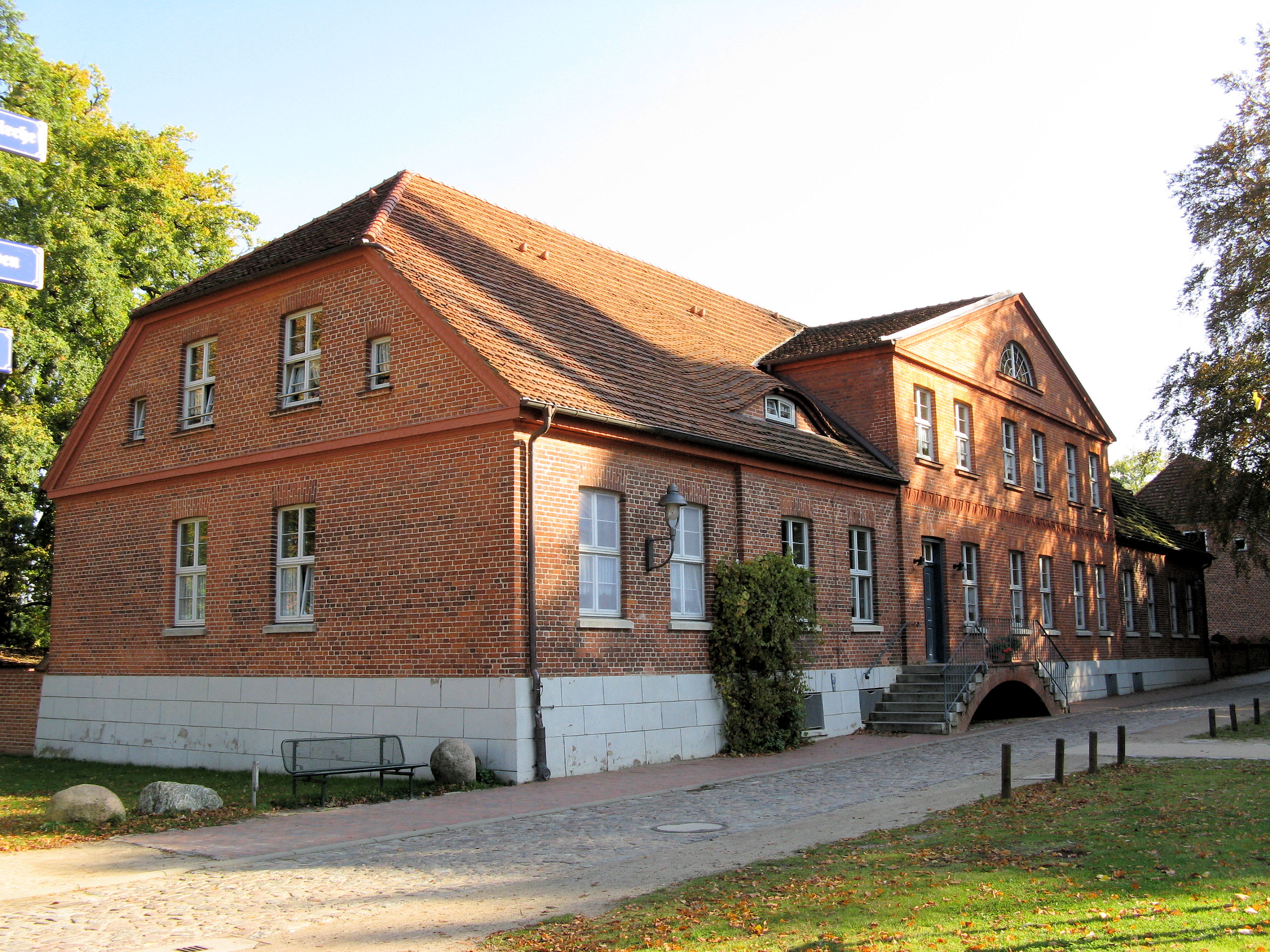
Küchenmeisterhaus im Kloster Dobbertin (2009)

 Karl Diedrich Ernst Rudolf Reckling (* 28. April 1877 in Wendisch Priborn; † nach 1929) war Marine-Intendantur-Sekretär und letzter Küchenmeister im Klosteramt Dobbertin.

## Leben
Karl Reckling war der Sohn des aus Wendisch-Priborn stammenden Militärmusikers und Komponisten August Reckling und Vater des Ingenieurs und Hochschullehrers Karl-August Reckling (1915–1986). Karl wurde am 28. April 1877 auch in Wendisch-Priborn geboren. Über seine Jugendzeit ist nichts bekannt.
Karl Reckling heiratete am 4. Oktober 1908 in Stuer die 26-jährige, am 19. Juni 1882 geborene Tochter des dortigen Pastors Johann Adolf Heinrich Bahlcke. Ein Jahr später starb am 18. November 1909 Pastor Bahlcke durch Schlaganfall.
Reckling hatte eine Reihe von Jahren in Parchim und Schwerin in der Zahlmeisterlaufbahn gedient, bevor er als höherer Verwaltungsbeamter Marine-Intendantur-Sekretär in der militärischen Behörde in Kiel wurde. Doch in den Kriegsjahren zog es 1916 Karl Reckling auf eine Annonce im Rostocker Anzeiger wieder in seine Heimat nach Mecklenburg zurück. Seine Eltern und seine unverheiratete Schwester wohnten schon wieder in Wendisch-Priborn.

### Kloster Dobbertin
Im Klosteramt Dobbertin ging nach 27 Dienstjahren im Alter von 71 Jahren der Küchenmeister Rechnungsrat Gustav Schulze am 1. Oktober 1916 in Pension, arbeitete aber noch weiter, da kein Vertreter vorhanden war. Den zum Nachfolger vorgesehenen Zollinspektor Wüseney wollten die Klostervorsteher, die Provisoren Cuno Graf von Bassewitz auf Perlin und Kammerherr Rittmeister Landrat Ernst von Gundlach auf Mollenstorf und der Klosterhauptmann Hellmuth von Prollius von Stubbendorf nicht haben wollen. Sie waren froh, dass er als Oberleutnant noch im Felde und der Güstrower Steueraktuar Angerstein noch nicht in der Klosteramtsverwaltung eingestellt worden war. So wurde der 39-jährige Karl Reckling unter den 112 Bewerbungen durch die Klostervorsteher ausgewählt und auf dem Landtag in Malchin am 27. November 1916 bestätigt. Unter den Bewerbungen, teils mit Fotos und schon mit der Schreibmaschine geschrieben, waren neben Rechtsanwälten, Geschäftsführern, Prokuristen, Bürovorstehern auch Mitarbeiter des Landgestüts Redefin und der Kornbrennerei Richtenberg. Sogar Staatssekretäre und Regierungsräte hatten sich gemeldet.
Der 39 Jahre alte Karl Reckling wurde am 10. Oktober 1916 zur Vorstellung in das Klosteramt nach Dobbertin eingeladen und schon am 20. Oktober 1916 in den Küchenmeisterdienst eingewiesen und vereidigt worden. Karl hatte eine Kaution von 18 000 Mark gestellt, wie sie auch der Küchenmeister Gustav Schulze gestellt hatte. Gustav Schulze ist noch bis zum 24. Oktober in der Verwaltung verblieben, um seinem Nachfolger wenigstens etwas in der Geschäftsführung zu unterrichten. Während der Probezeit erhielt Reckling bei freier Wohnung, Beleuchtung und Feuerung ein halbjährliches Gehalt von 1500 Mark.
Auf dem Landtag am 26. November 1917 wurde von den Klostervorstehern berichtet, dass in der Küchenmeisterstelle seit Oktober 1916 probeweise beschäftigte Marine-Intendantur-Sekretär Reckling mit Gültigkeit vom 1. April 1917 ab als Küchenmeister endgültig angestellt wurde.
Mit seiner festen Anstellung als Küchenmeister waren die Wohnung mit Garten, die Haltung von vier Kühen und sonstige Naturalien verbunden, die der bisherige Küchenmeister erhielt. Das jährliche Bargehalt betrug 6500 Mark, alle drei Jahre steigend bis zum Höchstgehalt von 8000 Mark. Nicht mit eingerechnet wurden mancherlei Sporteln, wie Kriegsmaß, Prozente von Verpachtungen der Klostergüter und von den Gefällen der Erbpächter, Büdner, Häusler sowie der Schmieden, Mühlen, Krüge usw., aber auch aus den Einschreibungen der adligen Töchter in das Damenstift. Doch Reckling war nur eine kurze Amtszeit beschieden, denn nach den Kriegsjahren und der Revolution wurden die Landesklöster in Mecklenburg noch Ende 1918 aufgelöst. Mit der Neuordnung der Rechtsverhältnisse der Landesklöster vom 22. November 1918 wurden noch am 12. Dezember 1918 die drei Klostervorsteher in Dobbertin durch den Staatsminister Sivkovich aus Schwerin entlassen. Küchenmeister Reckling und die Beamten der Klosterverwaltung unterstanden von nun an als Mecklenburg-Schweriner Landdrosteiabteilung Dobbertin dem Mecklenburg Schwerinschen Ministerium für Landwirtschaft, Domänen und Forsten in Schwerin.
Mit Wirkung vom 1. April 1922 wurde eine Staatliche Klosterverwaltung mit Sitz auf dem Klosterbauhof gebildet und der Küchenmeister Karl Reckling mit der Führung der Verwaltungsgeschäfte beauftragt. Zu seinem Geschäftsbereich gehörten neben der Verwaltung des Bauhofes Dobbertin auch die Erledigung sämtlicher Konventangelegenheiten einschließlich der Hebungen an die Klosterdamen, dazu noch die Verpachtungen der Mühlen, des Kruges, der Fischerei, die Schmiede, der Gärtnerei und der Bäckerei. Neben der Vermietung und Verpachtung von Gebäuden und Ländereien hatte Reckling auch das gesamte Kassen- und Rechnungswesen unter sich. Aus bisher unbekannten Gründen wurde der Küchenmeister Karl Reckling am 11. September 1922 nach Schwerin versetzt. Die Verwaltungskasse sowie sämtliche Akten wurden dem Oberverwaltungs-Sekretär Hermann Kleesath übergeben und von diesem bescheinigt.

### Küchenmeister
Der Küchenmeister war Finanzbeamter und hatte die Verantwortung für sämtliche Einnahmen und Ausgaben des Klosteramtes in diesem Wirtschaftsunternehmen zu tragen. Das gesamte Rechnungs- und Buchungswesen sowie die Amtskasse war dem Küchenmeister unterstellt.
Zur Erledigung des vielen kleinen Tagesaufgaben im Amt und auf dem Bauhof stand ihm noch ein Korn- und ein Küchenschreiber zur Seite.
Der Küchenmeister war auch für die Einschreibungen der Jungfrauen in das adlige Damenstift im Kloster Dobbertin zuständig. Die aller wichtigste Aufgabe war das tägliche Funktionieren des klösterlichen Lebens mit der Versorgung der 32 Konventualinnen im Damenstift.
Die Küchenmeisterstelle schien nicht nur wegen der recht langen Amtszeit sehr begehrt gewesen zu sein.

### Klosteramtsverwaltung
Nach der Reformation wurde 1572 das Benediktinerinnenkloster Dobbertin in ein adliges Damenstift zur Auferziehung inländischer Jungfrauen umgewandelt. Die Verwaltung des Klosters erfolgte nicht mehr durch den Propst und die Priorin des Konvents, sondern nun als Klosteramt durch ständische auf den Landtagen gewählte Beamte. Die Oberaufsicht über das Kloster hatte der Klosterhauptmann mit seinen beiden Provisoren. Dem Klosterhauptmann unterstand auch das gesamte Polizei- und Gerichtswesen. Der Küchenmeister war nicht der Chefkoch im Klosteramt, sondern der wichtigste Finanzbeamte im Wirtschaftsbereich der Klosterverwaltung.
Die Zuständigkeit und Amtsdauer der Beamten und Klosterdienern war in einem Klosterreglement festgeschrieben.
Zur Verwaltung des umfangreichen klösterlichen Besitzes benötigte man noch weitere Klosterbeamte. Dazu gehörten neben dem Antssekretär und Amtsactuar, dem Syndicus als Rechtsanwalt, die Landreiter als klostereigenen Polizisten, der Forstinspektor mit seinen sechs Förstern, drei Holzwärter, ein Amtsjäger mit fünf Stationsjägern, den Amtsgärtnern und Bauhofarbeitern auch die Amtsdiener und Nachtwächter.
Das Klosteramt Dobbertin war noch bis 1918 mit das größte und reichste Wirtschaftsunternehmen in Mecklenburg. Zum klösterlichen Besitz gehörten neben 25 122 Hektar Ländereien, Gewässer und Wäldern noch 26 Güter, 15 Förstereien, 16 Mühlen, 13 Dorfkrüge, 6 Ziegeleien, 3 Kalkbrennereien, mehrere Schmieden, Glashütten und Teeröfen auch der Dobbertiner Klosterbauhof. Mit den Besitzungen in der Vorderen und Hinteren Sandpropstei hatte die Klosterverwaltung zeitweise in Mecklenburg 132 Dörfer mit 17 Pachthöfen, 27 Schulen und 19 Pfarrkirchen zu betreuen.
Neben dem Klosterhauptmann Hellmuth von Prollius auf Stubbendorf und den beiden Provisoren Cuno Graf von Bassewitz auf Perlin für das Herzogtum Schwerin und Zeremonienmeister Landrat Kammerherr Major Ernst von Gundlach auf Mollenstorf für das Herzogtum Güstrow und dem Küchenmeister Karl Reckling waren noch der Syndikus Geh. Hofrat und Bürgermeister Franz Friedrich Paschen aus Bützow, der Amtssekretär Hermann Kleesath, der Amtsaktuar Hans Angerstein, der Forstinspektor Karl Holstein mit dem Amtsjäger Paul Linshöft und dem Landreiter Paul Möller bis zur Auflösung des Klosteramtes 1918 in der Klosteramtsverwaltung tätig.

### Schwerin, Wernigerode
In Schwerin hatte sich Karl Reckling nur zwei Jahre aufgehalten, denn er trat als Mitglied des Verein für mecklenburgische Geschichte und Altertumskunde dort 1924 aus. Im Jahresbericht des Vereins vom 1. Juli 1924 bis zum 30. Juni 1925 ist vermerkt Ausgetreten Klosterküchenmeister a. D. Reckling, Wernigerode. Karl Reckling muss wohl 1924 nach Wernigerode gezogen sein, denn von 1925 bis 1934 ging dort sein 1915 in Kiel geborener Sohn Karl-August Reckling zum Gymnasium. 1929 wohnte der Verwaltungs-Oberinspektor i. R. im Mönchstieg 11 in Wernigerode.

### Gedruckte Quellen
- Mecklenburgische Jahrbücher (MJB)

### Ungedruckte Quellen
- Landeshauptarchiv Schwerin (LHAS)
  - LHAS 2.12-3/2 Klöster und Ritterorden, Dobbertin. Nr. 34 Küchenmeister, Nr. 293–362 Rechnungen und Register.
  - LHAS 3.2-3/1 Landeskloster/Klosteramt Dobbertin. Nr. 341 Gehaltsforderungen Küchenmeisters Reckling 1922–1923, Nr. 385 b Bestallungen, Dienstanweisungen 1713–1917, Nr. 385 c Bewerbungen 1916.
  - LHAS 5.11-2 Landtagsverhandlungen, Landtagsversammlungen, Landtagsprotokolle und Landtagsausschuß.
  - LHAS 5.12-4/2 Ministerium für Landwirtschaft, Domänen und Forsten. Nr. 8597–8607, 8625.